# Windtalkers
Windtalkers (tựa tiếng Việt: Những người đọc mã) là một bộ phim chiến tranh - hành động Mỹ của đạo diễn Ngô Vũ Sâm (John Woo) thực hiện. Phim được công chiếu vào năm 2002, có sự tham gia của nam diễn viên gạo cội Nicolas Cage cùng với Adam Beach, Christian Slater, Roger Willie và Peter Stormare.
Câu khẩu hiệu của bộ phim là The Navajo Has the Code. Protect the Code at All Costs (dịch tiếng Việt: Bộ tộc Navajo có mật mã. Bảo vệ mật mã bằng mọi giá).

## Nội dung
Năm 1944, ở mặt trận Thái Bình Dương trong Thế chiến thứ hai, quân đội Mỹ rất đau đầu khi những thông tin họ truyền cho nhau đều bị quân Nhật giải mã thành công, gây ra thương vong lớn cho quân Mỹ. Cuối cùng, quân Mỹ quyết định sử dụng ngôn ngữ của bộ tộc da đỏ Navajo trên cao nguyên Arizona, vì người Nhật chưa từng biết đến sự tồn tại của bộ tộc này. Những người đàn ông Navajo bắt đầu tham gia quân đội Mỹ, họ được đào tạo thành lính điện đài, trong đó có đôi bạn thân Ben Yahzee và Charlie Whitehorse.
Ngày tấn công hòn đảo Saipan đã cận kề, hai Trung sĩ Joe Enders và Pete "Ox" Henderson được cấp trên ra lệnh bảo vệ Yahzee và Whitehorse, họ không được để hai chàng da đỏ bị quân Nhật bắt trong tình trạng còn sống. Vài ngày sau, quân Mỹ đổ bộ vào đảo Saipan, họ bị pháo binh Nhật bắn trả dữ dội. Khi tất cả mọi người đều hăng say bắn giết thì Yahzee lại không hề xả súng về phía quân Nhật, anh hơi nhút nhát do lần đầu ra chiến trường. Yahzee và Whitehorse lấy điện đài gọi các tàu chiến ngoài biển bắn vào các đội pháo binh Nhật, từ đó quân Mỹ chiếm được bờ biển. Quân Mỹ tiến sâu vào hòn đảo, trên đường đi họ bị bắn nhầm bởi pháo binh Mỹ, lúc đó lính Nhật cũng đang tràn lên, điện đài thì bị hỏng. Enders và Yahzee nghĩ ra cách để Yahzee cải trang thành lính Nhật, còn Enders giả vờ làm tù binh. Hai người đi đến chỗ quân Nhật, giết vài tên lính Nhật rồi cướp điện đài của chúng gọi pháo binh Mỹ đổi hướng bắn về phía quân Nhật.
Cả trung đội rất nể phục trí thông minh cũng như lòng can đảm của Enders và Yahzee. Buổi tối, Enders và Yahzee uống rượu với nhau. Enders chia sẻ rằng trước đây anh cùng một số đồng đội khác từng nhận lệnh phòng thủ khu đầm lầy ở đảo Guadalcanal, anh là người duy nhất sống sót sau trận đánh, nhưng hình ảnh nhóm đồng đội tử trận cứ luôn ám ảnh trong đầu anh. Ngày hôm sau, quân Mỹ tìm thấy một ngôi làng chỉ toàn phụ nữ và trẻ em, dân trong làng rất thân thiện chứ không xem họ là kẻ thù. Quân Nhật bất ngờ tấn công ngôi làng, lính Mỹ tập hợp lại để chiến đấu. Một nhóm lính Nhật giết Ox rồi cố gắng bắt giữ Whitehorse vì chúng biết anh là người Navajo, Enders thấy thế nên ném lựu đạn giết hết nhóm lính Nhật lẫn Whitehorse. Khi trận đánh kết thúc, Yahzee vô cùng giận Enders vì đã làm chết người bạn thân của mình.
Quân đội Mỹ tiếp tục tiến sâu vào đảo Saipan, đoàn xe tăng - thiết giáp Mỹ bị phục kích bởi các đơn vị pháo binh Nhật trên đồi, còn đội của Enders phải chạm trán quân lính cảm tử. Yahzee bắn giết điên cuồng như muốn trả thù cho Whitehorse, hành động của anh khiến Enders cũng như cả đội ngạc nhiên. Yahzee gọi máy bay đến hỗ trợ, sau đó anh nhìn thấy lính Nhật xông lên ồ ạt nên bảo Enders bắn mình để không bị lính Nhật bắt. Tuy nhiên Enders đã cõng Yahzee chạy đến chỗ an toàn chứ không giết anh, và Enders không may bị trúng đạn ngay ngực. Một lát sau, máy bay đến thả bom vào pháo binh Nhật trên đồi, cứu mạng lực lượng thiết giáp Mỹ. Trước khi chết, Enders cho Yahzee biết rằng anh giết Whitehorse cũng vì mệnh lệnh cấp trên giao. Khi chiến tranh kết thúc, Yahzee trở về Arizona và cầu nguyện cho linh hồn Enders theo phong tục Navajo để tỏ lòng biết ơn người đã bảo vệ mình ngoài chiến trường.

## Diễn viên
- Nicolas Cage vai Trung sĩ Joe Enders
- Adam Beach vai Binh nhì Ben Yahzee
- Christian Slater vai Trung sĩ Pete "Ox" Henderson
- Roger Willie vai Binh nhì Charlie Whitehorse
- Peter Stormare vai Trung sĩ Richard "Gunny" Hjelmstad
- Noah Emmerich vai Binh nhì Charles "Chick" Clusters
- Mark Ruffalo vai Hạ sĩ Milo Pappas
- Martin Henderson vai Binh nhì Thomas Nellie
- Brian Van Holt vai Binh nhì Andrew Harrigan
- Frances O'Connor vai Rita
- Jason Isaacs vai Thiếu tá Mellitz
- Holmes Osborne vai Đại tá Hollings
- William Morts vai Hạ sĩ Fortino
- Robert Aguilar Jr. vai Binh nhì Povovich

## Giải thưởng
| Năm  | Giải thưởng        | Đối tượng đề cử      | Hạng mục                | Kết quả   |
| ---- | ------------------ | -------------------- | ----------------------- | --------- |
| 2003 | Harry Award        |                      | Appreciation of History | Đề cử     |
| 2003 | World Stunt Awards | Brett A. Jones       | Best Fire Stunt         | Đoạt giải |
| 2003 | World Stunt Awards | Al Goto & David Wald | Best Fire Stunt         | Đề cử     |
| 2003 | World Stunt Awards | Spencer Sano         | Best High Work          | Đề cử     |